# Luigi Mazzella
Luigi Mazzella, italijanski odvetnik, politik in sodnik, * 26. maj 1932, Salerno.
Mazzella je leta 1954 diplomiral iz prava na Univerzi v Neaplju.
Med 14. novembrom 2002 in 2. decembrom 2004 je bil minister brez listnice za javne funkcije.
Od 28. junija 2005 je sodnik Ustavnega sodišča Italije.